# Melchior Feselen

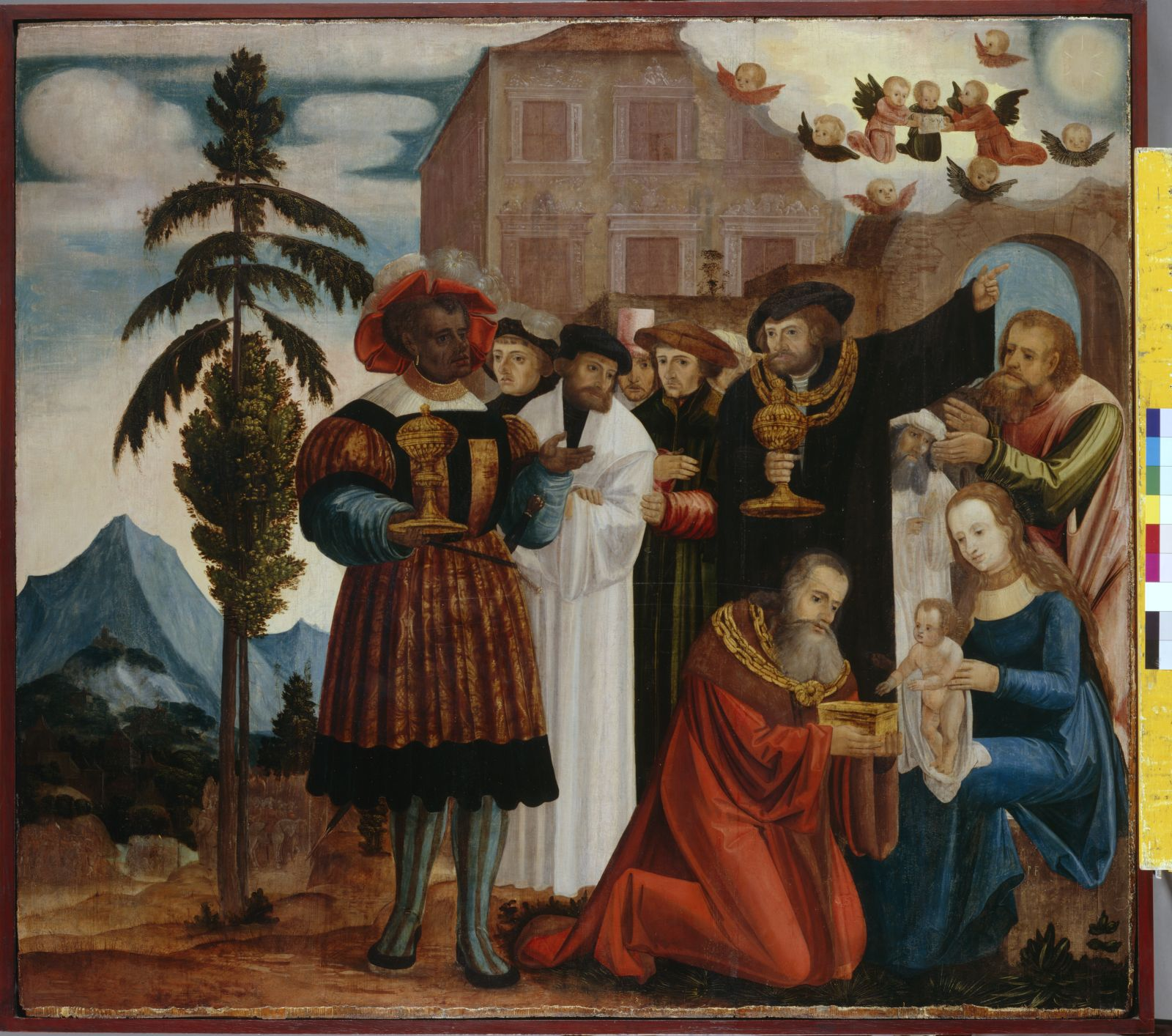
Die Anbetung der Heiligen Drei Könige (1522)

Melchior Feselen (* um 1495 wahrscheinlich in Passau; † 10. April 1538 in Ingolstadt) war ein deutscher Maler und ein Meister der Donauschule.

## Leben und Wirken
Feselen war in Passau und in Ingolstadt, wohin er 1520 gezogen war, tätig, wo er am 10. April 1538 starb. Er bildete sich nach Albrecht Altdorfer, führte seine Gemälde zwar sehr fleißig aus, konnte sich aber von einer gewissen Steifheit nicht freimachen.
Im Ingolstädter Münster Zur Schönen Unserer Lieben Frau stammt ein Kreuzigungsaltar mit einer Predellentafel (mit dem Martyrium der hl. Barbara) von ihm.
Die Alte Pinakothek in München bewahrt von ihm die Belagerung Roms durch Porsenna (Geschichte der Cloelia, 1529) und die Eroberung Alesias durch Cäsar (Belagerung der Stadt Alesia, 1533), welche für Herzog Wilhelm IV. gemalt worden sind, die Sammlung des Historischen Vereins zu Regensburg eine Maria Magdalena, das Germanische Nationalmuseum eine Anbetung der heiligen drei Könige.